# Coelichneumon pulcher
Coelichneumon pulcher är en stekelart som först beskrevs av Brulle 1846.  Coelichneumon pulcher ingår i släktet Coelichneumon och familjen brokparasitsteklar. Inga underarter finns listade i Catalogue of Life.